# Joan Tomàs de Rocabertí
Joan Tomàs de Rocabertí, citat també com Tomàs de Rocabertí, (Peralada, 4 de març de 1627 - Madrid, 13 de juny de 1699) fou un religiós català que va exercir diversos càrrecs eclesiàstics i civils rellevants.

## Biografia
Pertanyia a la família noble dels Rocabertí, fill de Francesc Jofre I de Rocabertí primer comte de Perelada, va iniciar la seua formació humanística en el seu lloc de naixement. El 1640 fou fet presoner pels francesos en el context de la Guerra dels Segadors, continuant els seus estudis durant el captiveri (1642-1645).
Alliberat, va renunciar a la carrera militar ingressant a l'Orde dels Predicadors al convent de Sant Domènec (Girona) el 16 de novembre de 1646, on va professar el 17 de novembre de l'any següent.
Va cursar estudis eclesiàstics a Tortosa (1647), Mallorca (1648-1650) i a Alcalá de Henares (1650).
L'any 1653 es va graduar en Arts i Teologia per la Universitat de València, i el 25 d'agost del mateix any va ser nomenat professor de Teologia a la mateixa universitat. Més tard, el 1662, afegí el títol de catedràtic de Teologia, i, també el mateix any, el general de l'Orde Dominica el va honrar amb el títol de mestre en teologia.
En 1660 era prior del convent de Tarragona i en 1663 vicari general de l'Orde a Mallorca. En el Capítol Provincial de Barcelona de 1665 fou escollit provincial d'Aragó (1665-1669). El 24 de maig de 1670 el Capítol General de Roma el va ascendir a Mestre General de l'Orde. Durant el temps que durà el seu mandat, va promoure la observància regular, l'oració i l'estudi de la vida de l'Orde.
Proposat pel rei Carles II, el papa Innocenci XI, el va nomenar arquebisbe de València el 8 de febrer de 1677. Va rebre la consagració episcopal a l'església de Santa Maria sopra Minerva de Roma. Va prendre possessió de la seu episcopal mitjançant el seu procurador Francesc Fenollet, deà de la catedral de València, el 29 de juny de 1677, i feu la seua entrada solemne a la ciutat el 9 d'octubre del mateix any.
El 29 d'abril de 1678 Carles II el nomenà virrei de València, càrrec del qual fou destituït l'any següent i tornat a nomenar el 1683. L'any 1683 va manar construir el Col·legi de Sant Pius V, (seu actual del Museu de Belles Arts de València), destinat als clergues regulars menors perquè prepararen els aspirants a rebre les Ordes Sagrades. El 22 de juny de 1687 va convocar un Sínode diocesà, on es dictaren 24 títols per a una millor administració de les temporalitats eclesiàstiques i al compliment exacte dels decrets del Concili de Trent referents a la fe i costums.
El 3 de març de 1695 Carles II el va nomenar Inquisidor general. Joan Tomàs de Rocabertí va morir a Madrid, el 13 de juny de 1699 i fou soterrat al convent de Santo Domingo el Real de la mateixa vila.

## Obra escrita

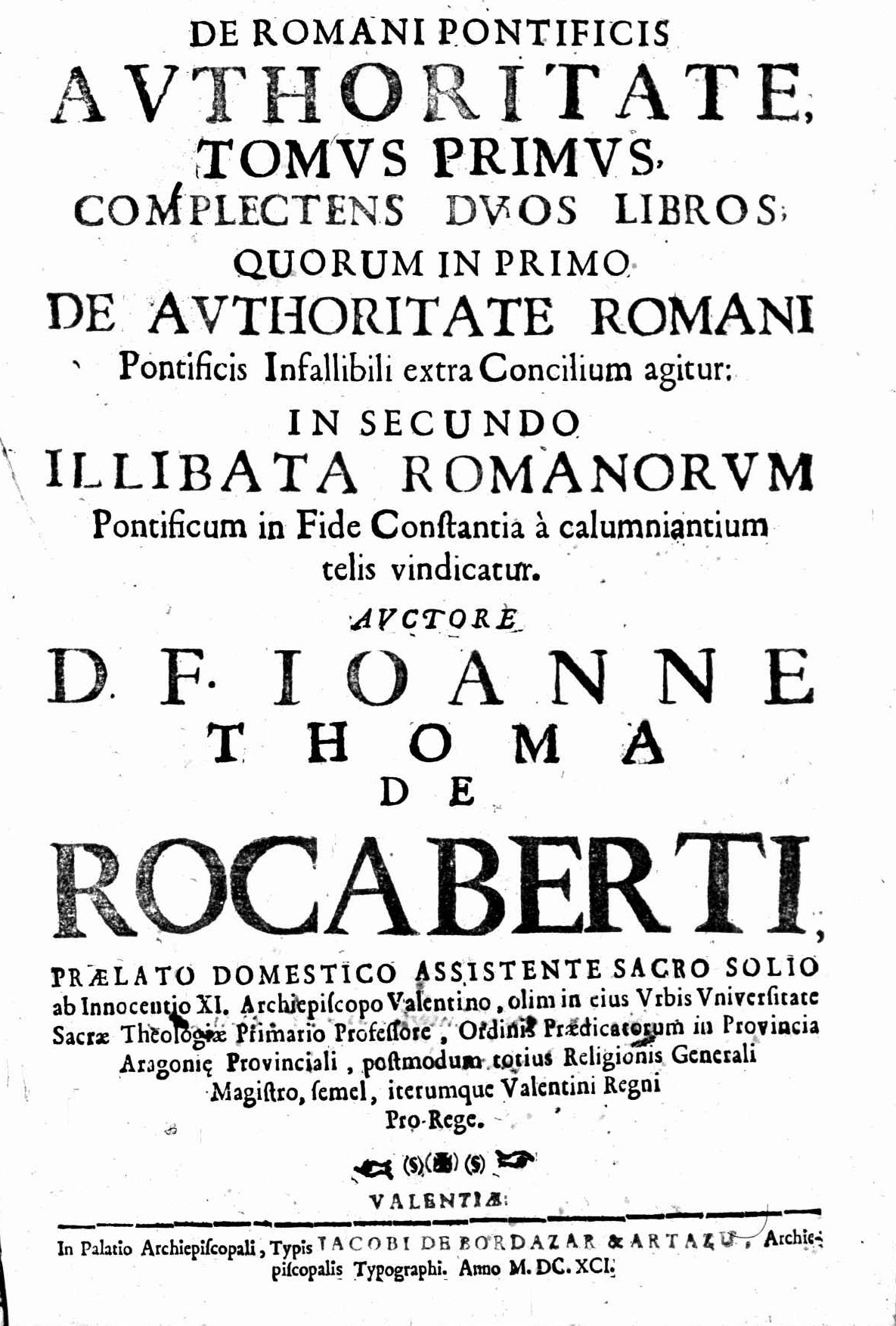
De Romani pontificis authoritate, 1691

Rocabertí fou un apologeta del papat, en oposició al gal·licanisme i al protestantisme, va deixar escrites dues obres de temàtica teològica:
- De Romani pontificis in temporalibus auctoritate (València, 1692-1694, 3 vols.) 
  -  De Romani pontificis authoritate (en llatí). 1.  Valencia: Jaime de Bordazar, 1691.
  -  De Romani pontificis authoritate (en llatí). 2.  Valencia: Jaime de Bordazar, 1694.
  -  De Romani pontificis authoritate (en llatí). 3.  Valencia: Jaime de Bordazar, 1693.
- Bibliotheca Máxima Pontificia (Roma, 1697-1699, 21 vols).